# Lernaea multiobosa
Lernaea multiobosa is een eenoogkreeftjessoort uit de familie van de Lernaeidae. De wetenschappelijke naam van de soort is voor het eerst geldig gepubliceerd in 2003 door Jafri & Mahar.